# ロサンゼルス映画批評家協会賞 助演俳優賞
ロサンゼルス映画批評家協会賞 助演俳優賞（Los Angeles Film Critics Association Award for Best Supporting Performance）は、ロサンゼルス映画批評家協会賞の賞の一つ。2022年にジェンダーに配慮する形で助演男優賞、助演女優賞を統合して創設され、受賞者2名と次点者2名が選出されることになった。

## 受賞結果

### 2020年代
| 年   | 俳優                           | 作品                                               | 役名                 | 出典  |
| ---- | ------------------------------ | -------------------------------------------------- | -------------------- | ----- |
| 2022 | ドリー・デ・レオン             | 逆転のトライアングル                               | アビゲイル           | [ 4 ] |
| 2022 | キー・ホイ・クァン             | エブリシング・エブリウェア・オール・アット・ワンス | ウェイモンド・ワン   | [ 4 ] |
| 2022 | ジェシー・バックリー           | ウーマン・トーキング 私たちの選択                  | マリチェ             | [ 4 ] |
| 2022 | ブライアン・タイリー・ヘンリー | その道の向こうに                                   | ジェームズ           | [ 4 ] |
| 2023 | レイチェル・マクアダムス       | Are You There God? It's Me, Margaret.              | バーバラ・サイモン   | [ 5 ] |
| 2023 | ダヴァイン・ジョイ・ランドルフ | ホールドオーバーズ 置いてけぼりのホリディ          | メアリー・ラム       | [ 5 ] |
| 2023 | リリー・グラッドストーン       | キラーズ・オブ・ザ・フラワームーン                 | モリー・バークハート | [ 5 ] |
| 2023 | ライアン・ゴズリング           | バービー                                           | ケン                 | [ 5 ] |
| 2024 | ユーリー・ボリソフ             | ANORA アノーラ                                     | イゴール             | [ 6 ] |
| 2024 | キーラン・カルキン             | リアル・ペイン〜心の旅〜                           | ベンジー・カプラン   | [ 6 ] |
| 2024 | クラレンス・マクリン           | シンシン/SING SING                                 | 本人役               | [ 6 ] |
| 2024 | アダム・ピアソン               | 顔を捨てた男                                       | オズワルド           | [ 6 ] |